# Yahchouch
Yahchouch (arabe : يحشوش) est un village du caza du Kesrouan au Mont-Liban. L'origine du mot viendrait du syriaque araméen et signifierait "Le dieu blessé" du fait que le Dieu syriaque Tammuz (aussi appelé Adonis) est mort dans le fleuve Ibrahim qui traverse le village de Yahchouch. Le village comporte huit églises maronites, et d'autres églises de différents rites chrétiens. Le village est entièrement chrétien, essentiellement maronite.